# Pericoma squamitarsis
Pericoma squamitarsis és una espècie d'insecte dípter pertanyent a la família dels psicòdids que es troba a Sud-amèrica: Xile.